# Lityerses
Lityerses (gr. Λιτυέρσης) – postać z mitologii greckiej, nieślubny syn króla Midasa, słynny jako żniwiarz i wielki żarłok.
Obcych, którzy nieopatrznie zabłądzili na teren jego posiadłości, zapraszał do współzawodnictwa ze sobą w koszeniu zboża, opornych zmuszając biciem. Przegranych wiązał w snopek i ucinał im głowę, wyrzucając potem ciało na pole. Pewnego dnia Lityersesa odwiedził Herakles, przebywający wówczas na służbie u królowej Omfali. Heros prześcignął żniwiarza w koszeniu zboża, a następnie uciął mu głowę, którą wrzucił do rzeki Meander. Według jednej z wersji mitu Herakles chciał w ten sposób oswobodzić Dafnisa, przebywającego w niewoli u Lityersesa.
Żniwiarze we Frygii mieli zgodnie ze świadectwem autorów starożytnych wspominać mityczną opowieść śpiewaną przy pracy pieśnią, noszącą nazwę lityerses. Sam mit jest echem archaicznego rytuału rolniczego, w trakcie którego przypuszczalnie składano ofiary z ludzi.